# 輔國中尉
輔國中尉是明朝皇族的爵位之一。位於鎮國中尉之下，奉國中尉之上。是郡王的五世孫。
明朝時，鎮國中尉之子，一律封輔國中尉。
- 輔國中尉的正妻稱宜人。輔國中尉的俸祿為每年300石（一半本色糧，一半鈔；嘉靖四十四年改為四分本色糧，六分折鈔）[1]。
- 輔國中尉之子一律封奉國中尉[2][3]，女兒稱宗女。